# William Godwin
William Godwin (født 3. marts 1756, død 7. april 1836) udgav i 1793 Enquiry Concerning Political Justice Arkiveret 8. december 2006 hos  Wayback Machine – det første omfattende og grundige anarkistiske programskrift. Godwins hovedværk omfatter alle de væsentlige træk ved den anarkistiske doktrin: et decentraliseret samfund, frivillig deling af materielle goder, propaganda uafhængig af politiske mål og partier og modstand mod enhver regering.
Godwin er libertarianer og står uden for den historiske anarkistiske bevægelse. Han har ikke dannet skole eller retning, fordi han levede, før der var tale om nogen egentlig anarkistisk idéstrømning og bevægelse. Godwins hovedværk blev udgangspunkt for små grupper, som sympatiserede med dets tanker, men dette tilløb blev hurtigt kvalt i reaktion.
For Godwin er miljø vigtigere end arv, og han anser uddannelse som nøglen til frigørelse. De eneste kriterier, vi har for handling, er de urokkelige sandheder, som vi med fornuftens hjælp før eller siden vil finde frem til. Godwin ønsker et naturligt, egalitært samfund i stedet for en kunstigt regeret stat. I modsætning til flere andre så han maskinen som en frigører, og han regnede med, at arbejdsdagen i et egalitært samfund uden luksus kunne reduceres til en halv time!
Han var en af de første engelske forfattere, der anerkendte truslen i statskontrolleret uddannelse, og beskrev samtidig kvaliteterne ved en alternativ fri uddannelse. Hans uddannelsesmæssige tankegang er:
- Respekt for barnets autonomi, hvilket udelukkede enhver form for tvang (coercion).
- En pædagogik der respekterede dette og søgte at opbygge barnets egen motivation og initiativer.
- Bekymring for barnets evne til at modstå en ideologi overført igennem skolen.

Han nåede nogen berømmelse (og nogen mistænksohed) om den franske revolution gennem sit filosofiske arbejde (mest for An Enquiry Concerning Political Justice fra 1793) og sine romaner (specielt The Adventures of Caleb Williams fra 1794).
Godwin var søn af en frikirkepræst og blev selv præst ved Hoxton College. Selv om han snart blev ateist, forblev han hele livet præget af moralske holdninger. En direkte stærk påvirkning fra Godwin finder vi hos hans svigersøn P.B. Shelley, hvis digtcykler Queen mab, The Revolt of Islam og Promotheus Unbound er versificerede udgaver af Political Justice. Gennem Robert Owen øvede Godwin indirekte indflydelse på den tidlige engelske fagbevægelse. Det er også muligt, at Marx har fået ideen om, at "staten dør bort", gennem den engelske økonom William Thompson, som var påvirket af Godwin
Han blev mere og mere glemt – selv om han fortsatte med at skrive. Efter Mary Wollstonecrafts død giftede Godwin sig igen, denne gang med sin nabo Mary Jone Clairmont. Sammen oprettede de et ungdomsbibliotek i Hanway Street i 1805. De udgav nogle grænseoverskridende børnebøger – nogle skrevet af Godwin og mange af andre forfattere; alle udgivet i butikken i Hanway Street. Senere skulle de flytte deres forretning til Holborn, men fik økonomiske problemer og gælden steg. Han døde i 1836 og blev efter eget ønske begravet ved siden af Mary Wollstonecraft.
I 1890'erne fik Godwins hovedværk en renæssance. Det ses i værker som William Morris' News from Nowhere, George Bernhard Shaws Back to Methusalem, Oscar Wildes Soul of Man under Socialism og H.G. Wells' Men Like God. Kropotkin fandt til sin store forbavselse mange af sine ideer i Godwins tidligere værker. Blandt senere anarkistiske teoretikere mærker man påvirkningen fra Godwin hos Herbert Read, George Woodcock og Alex Comfort og den vanskeligt klassificerbare George Orwell.
I dag er han muligvis bedst husket som Mary Wollstonecrafts mand (hun skrev den feministiske klassiker Vindication of the Rights of Woman i 1792), Mary Shelleys far (hun er forfatter af Frankenstein fra 1818) og svigerfar til digteren Percy Bysshe Shelley (som blev påvirket af hans radikale liberalisme).

## Godwins tekster
- Om politisk retfærdighed – uddrag af 'Enquiry' oversat til dansk.
- Anarchy Archives: http://dwardmac.pitzer.edu/Anarchist_Archives/godwin/GodwinCW.html

## Læs også
- Anarkisme